# Adi Agashé
Aditya Agashe, född den 10 juni 1997, känd professionellt som Adi Agashé, är en indisk sångare och skådespelare från Pune, Maharashtra. Han har fungerat som chef för marknadsföring i sociala medier vid Brihans Natural Products Ltd. sedan 2015. Han är barnbarn till industrialisten Chandrashekhar Agashe.